# Rhochmopterum munroi
Rhochmopterum munroi är en tvåvingeart som beskrevs av Mario Bezzi 1924. Rhochmopterum munroi ingår i släktet Rhochmopterum och familjen borrflugor. Inga underarter finns listade i Catalogue of Life.